# Robert Jończyk
Robert Jończyk (ur. 19 kwietnia 1967 w Jaworznie) – polski piłkarz, trener piłkarski.

## Kariera piłkarska
Robert Jończyk karierę piłkarską rozpoczął w Victorii Jaworzno. Następnie w 1989 roku przeszedł do klubu Grzegórzecki Kraków, by w 1990 roku wrócić do Victorii Jaworzno. W 1991 roku przeszedł do Cracovii, gdzie w 1995 roku zakończył karierę.

## Kariera trenerska
Robert Jończyk karierę trenerską rozpoczął w 1990 roku zostając asystentem trenera Alojzego Łyski. Następnie wraz z kontynuowaniem kariery piłkarskiej w Cracovii w latach 1991-2006 był trenerem grup młodzieżowych, a w latach 2002-2006 był asystentem trenera Wojciecha Stawowego.
W maju 2006 roku rozpoczął pracę w Arce Gdynia, gdzie również był asystentem Wojciecha Stawowego. Jednak po zwolnieniu Wojciecha Stawowego w 2008 roku został pierwszym trenerem zespołu, którym był do końca sezonu 2007/2008.
Dnia 17 listopada 2008 roku został trenerem Zagłębia Lubin, jednak po kilku miesiącach pracy został zwolniony z powodu słabych wyników w lidze.
W 2010 roku został trenerem Puszczy Niepołomice, którego prowadził do 2011 roku.